# 아에로플로트 1492편
아에로플로트 1492편(러시아어: Аэрофлот 1492)은 2019년 5월 5일 러시아 모스크바의 셰레메티예보 국제공항을 출발, 무르만스크 공항으로 향하던 아에로플로트 1492편(기종 : 슈퍼젯 100-95B)이 낙뢰를 맞아 조종계통에 이상이 생기면서 세례메티예보 국제공항에 비상착륙을 시도 중 조종사의 조종 미숙으로 화염에 휩쌓여 폭발하면서, 41명(승객 40명, 승무원 1명)이 숨지고 37명이 생존하였다. 그리고 이 사고는 수호이 슈퍼제트 100 여객기로는 2012년 당시 인도네시아에 있었던 살라크산 수호이 슈퍼제트 100 추락 사고 이후 7년 만에 또 다시 사고가 나기도 하였다. 사망자의 명단을 보면 41명 중 1명은 미국인, 나머지 40명은 전부 러시아인으로 되어 있다.

## 같이 보기
- 살라크산 수호이 슈퍼제트 100 추락 사고
- 중화항공 120편 화재 사고
- 가루다 인도네시아 항공 865편